# Buffalo Bill
Buffalo Bill, pravim imenom William Frederick Cody (LeClaire, Iowa, 26. veljače 1846. – Denver, Colorado, 10. siječnja 1917.) bio je poštanski jahač „Poni ekspresa“, vodič i tragač u američkoj vojsci, plaćeni borac protiv Indijanaca, profesionalni lovac na bizone i spektakularni organizator skupine Wild West s kojom je obilazio Ameriku i Europu te stekao svjetsku slavu. Istodobno, legendarno ime u Americi stekao je u ratovanjima protiv Indijanaca i kao lovac na bizone u vrijeme izgradnje Pacifičke pruge.

## Životopis
Cody je počeo raditi veoma rano kako bi mogao uzdržavati obitelj nakon smrti svog oca, Isaaca Codyja koji je bio ubijen u Kansasu tijekom izlaganja govora protiv ropstva. Godine 1857. stekao je reputaciju kao najmlađi borac protiv Indijanaca kada je ubio Indijanca na području Velike nizine koji je sudjelovao u napadu na stočarsku karavanu. Tom prilikom upoznao je Divljeg Billa Hickoka koji mu je pomogao u tučnjavi protiv starijeg muškarca. Otada su njih dvojica bili prijatelji.
Kada je imao četrnaest godina počeo je jahati za poštansku službu Pony express. Sudjelovao je u Američkoj vojsci kao vodič za vrijeme Građanskog rata (1861.-1865.) te je sudjelovao u sukobima protiv Kiowa i Komanča. Poslije rata radio je kao civilni izviđač te je između 1867. i 1868. godine ubio više od četiri tisuće bizona kako bi nahranio radnike pacifičke željeznice, što mu je donijelo nadimak Buffalo Bill. Bio je tražen kao vješt i sposoban vodič u američkim prostranstvima i vrstan poznavatelj indijanskog načina života, običaja i hrabrosti. Godine 1872. dobio je Medalja časti zbog zbog junačke akcije traganja za vojnim konjima koje su oteli Indijanci u Nebraski. Medalja mu je oduzeta 1916. godine nakon provedene revizije prema kojoj ona nije smjela biti dodijeljena civilima, a vodiči su bili smatrani civilnim pomoćnicima vojske. Ipak, 1989. godine, medalja mu je vraćena posthumno.
Sudjelovao je u najmanje šesnaest sukoba s Indijancima te je svojim angažmanom u Američkoj vojsci stekao veliku reputaciju koja se prenosila prvo u novinama, a kasnije i u jeftinim pisanim publikacijama, što ga je pretvorilo u legendu Divljeg zapada. Zbog toga je počeo zimi glumiti u kazalištu, a ljeti bi i dalje radio kao vodič. Godine 1883. organizirao je reviju kaubojskih vještina „Revija divljeg zapada“, u kojoj je nastupao kao glavna zvijezda. Njegovi spektakli su ugošćivali i druge poznate osobe Divljeg zapada, poput revolverašice Annie Oakley, sijuškog poglavice Bika Koji Sjedi i njegova prijatelja Divljeg Billa Hickoka. Kasnije je nastupao i u Europi, a gostovao i u Srbiji. Svugdje u svijetu je poznat po nekad slavnom „Buffalo Bill's Wild Wild West Circus“-u.

## Vanjske poveznice
- Buffalo Bill – Hrvatska enciklopedija
- Buffalo Bill – Proleksis enciklopedija
- William F. Cody – Britannica Online (engl.)
- Kratka povijest William F. "Buffalo Bill" Codyja – buffalobill.org (engl.)
- Biti Buffalo Bill: Čovjek, mit i mediji – nationalcowboymuseum.org (engl.)